# Loi de Hick
La loi de Hick (ou loi de Hick-Hyman, d'après les noms du psychologue britannique William Edmund Hick (en) et de son confrère américain Ray Hyman (en)) est un modèle d'interaction homme-machine qui décrit le temps qu'il faut à un utilisateur pour prendre une décision en fonction du nombre de choix à sa disposition. Étant donnés n choix équiprobables, le temps moyen de réaction T requis pour choisir parmi eux est approximativement
où b est un paramètre qui peut être déterminé empiriquement par régression linéaire. D'après Card, Moran, et Newell (1983), le +1 apparaît « parce qu'il y a une incertitude sur le fait qu'il faille répondre ou non, au même titre que sur le choix de la réponse. »
La loi peut être généralisée dans le cas de choix de probabilités non égales {\displaystyle p_{i}}, à
où H est l'entropie (cf Théorie de l'information) de la décision, définie comme
La loi de Hick est similaire à la loi de Fitts. Intuitivement, on peut faire le raisonnement que la loi de Hick a une forme logarithmique car les gens divisent le nombre total de choix en catégories, en éliminant environ la moitié des options restantes à chaque étape, au lieu de considérer chaque choix un par un, ce qui requerrait un temps linéaire.
La loi de Hick a été démontrée comme s'appliquant dans des expériences où l'on présente à l'utilisateur n boutons, chacun ayant une ampoule à côté de lui. Une ampoule est allumée au hasard, après quoi l'utilisateur doit presser le bouton correspondant le plus vite possible. Évidemment, la décision à prendre ici est très simple, et requiert peu de réflexion.
La loi de Hick est parfois citée pour justifier des choix de conception de menus informatiques.